# Ontarios progressiva konservativa parti
Ontarios progressiva konservativa parti (engelska:  Progressive Conservative Party of Ontario, franska: Parti progressiste-conservateur de l'Ontario), är ett politiskt parti i provinsen Ontario i Kanada som deltar i valen till Ontarios lagstiftande församling samt i lokala val. 
Partiet har tidvis dominerat provinsstyret i Ontario under långa perioder. De 145 första åren efter 1867 styrde partiet i 80 år, bland annat under de dynamiska åren 1943–1985.